# Hôtels Sokos
Les hôtels Sokos (finnois : Sokos Hotels) sont la plus importante chaîne d'hôtels de Finlande. 
La chaîne comprend 48 hôtels en Finlande, un hôtel à Tallinn et trois hôtels à Saint-Pétersbourg.
Les hôtels Sokos font partie du  Groupe S-ryhmä.

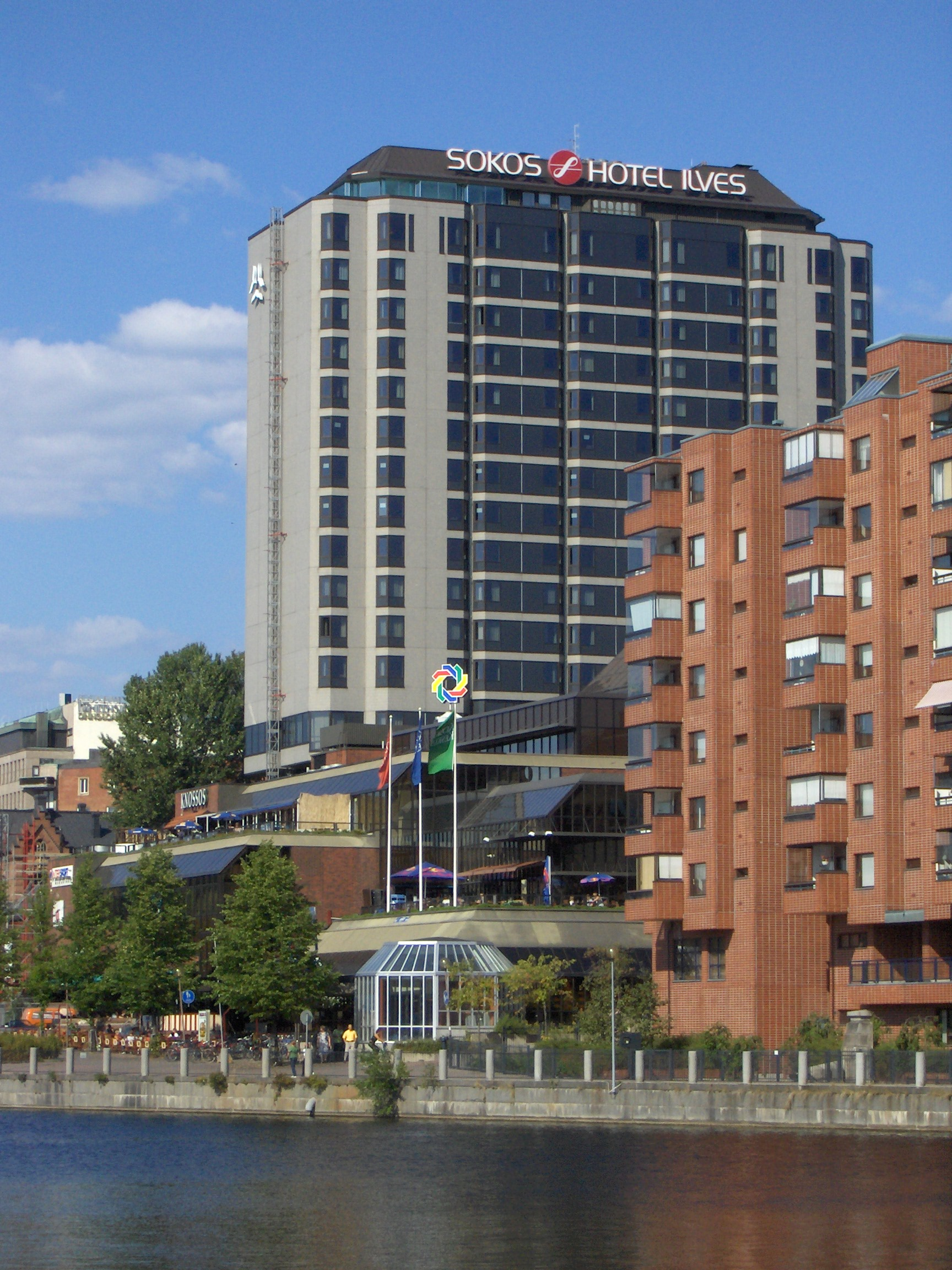
Sokos Hôtel Ilves Tampere.

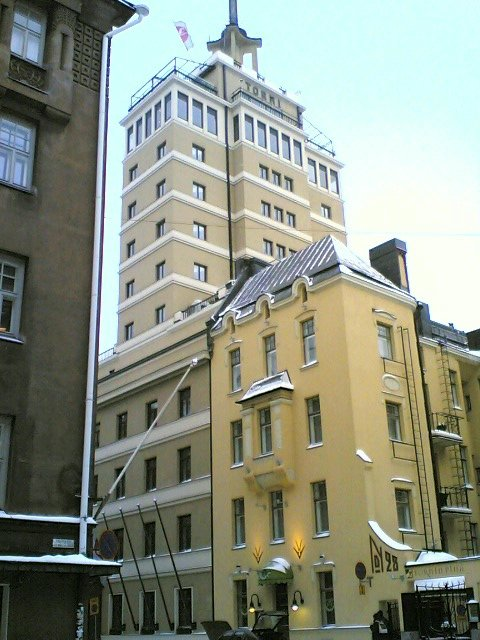
Hôtel Torni, Helsinki

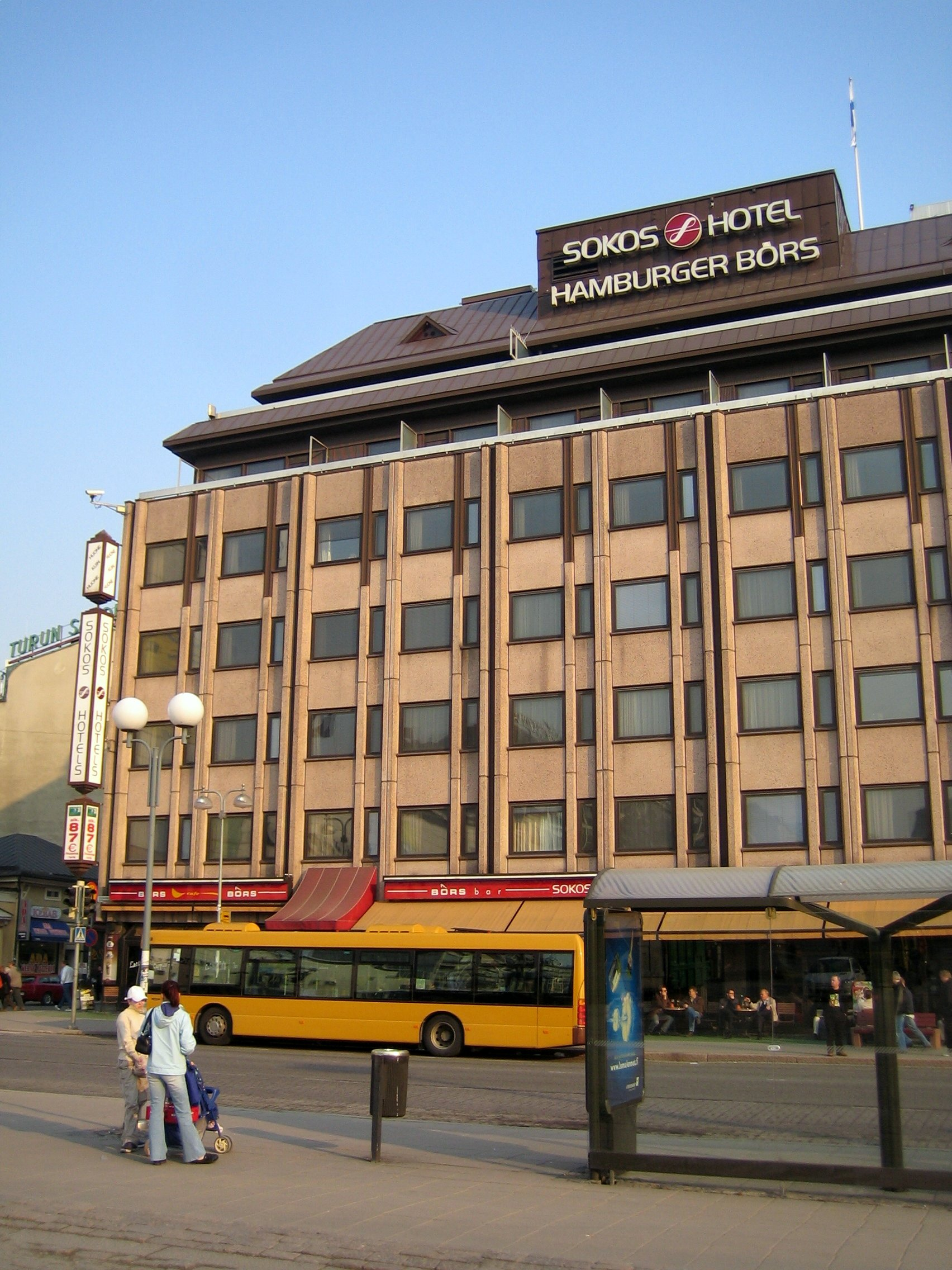
Sokos Hôtel Hamburger Börs, Turku.

## Hôtels Sokos
- Espoo: Sokos Hôtel Tapiola Garden
- Helsinki:
  - Sokos Hôtel Albert
  - Sokos Hôtel Aleksanteri
  - Sokos Hôtel Helsinki
  - Sokos Hôtel Pasila
  - Sokos Hôtel Presidentti
  - Hôtel Torni
  - Sokos Hôtel Vaakuna
- Hämeenlinna: Sokos Hôtel Vaakuna
- Iisalmi: Sokos Hôtel Koljonvirta
- Joensuu: 
  - Sokos Hôtel Kimmel
  - Sokos Hôtel Vaakuna
- Jyväskylä:
  - Sokos Hôtel Alexandra
  - Sokos Hôtel Jyväshovi
  - Solo Sokos Hotel Paviljonki
- Kajaani:
  - Sokos Hôtel Valjus
- Kittilä: Sokos Hôtel Levi
- Kokkola: Sokos Hôtel Kaarle
- Koli: Sokos Hôtel Koli
- Kotka: Sokos Hôtel Seurahuone
- Kouvola: Sokos Hôtel Vaakuna
- Kuopio: Sokos Hôtel Puijonsarvi
- Kuusamo: Sokos Hôtel Kuusamo
- Lahti: Sokos Hôtel Lahden Seurahuone
- Lappeenranta: Sokos Hôtel Lappee
- Leppävirta: Sokos Hôtel Vesileppis
- Mikkeli: Sokos Hôtel Vaakuna
- Nilsiä: Sokos Hôtel Tahkovuori
- Oulu: 
  - Sokos Hôtel Arina
  - Sokos Hôtel Eden
- Saint-Pétersbourg:
  - Sokos Hôtel Olympia Garden
  - Sokos Hôtel Palace Bridge
  - Sokos Hôtel Vasilievsky
- Pori: Sokos Hôtel Vaakuna
- Rovaniemi: Sokos Hôtel Vaakuna
- Salo: Sokos Hôtel Rikala
- Savonlinna:  Hôtel Seurahuone
- Seinäjoki:
  - Sokos Hôtel Lakeus
  - Sokos Hôtel Vaakuna
- Tallinn, Estonie: Sokos Hôtel Viru
- Tampere: 
  - Sokos Hôtel Ilves
  - Hôtel Torni de Tampere
  - Sokos Hotel Villa
- Turku
  - Sokos Hôtel City Börs
  -  Sokos Hôtel Wiklund
  - Sokos Hôtel Seurahuone
- Vaasa: Sokos Hôtel Vaakuna
- Vantaa:
  - Sokos Hôtel Vantaa
  - Sokos Hôtel Flamingo